# Арам Симонян
Проф. д-р Арам Храчаи Симонян (на арменски: Սիմոնյան Արամ Հրաչյաի) е арменски учен, ректор на Ереванския държавен университет (от 2006 година).

## Биография
Арам Симонян е роден на 12 април 1955 година в град Горис, Арменска ССР. През 1961 година се премества със семейството си в Ереван, където се записва в средно училище. Завършва Историческия факултет към Ереванския държавен университет (1972-1977), а след това Московски институт по история на СССР (1977-1981) и Академията на науките на СССР (1977-1981). От 1986 година работи в Ереванския държавен университет, асистент към катедра „История на СССР“, а след това като помощник-асистент към катедра „История на Армения“, а след това доцент. Заемал е различни длъжности в Ереванския държавен университет, като на 15 май 2006 година става ректор на университета, на 21 май 2011 година е преизбран.